# Marc Andre Lafille
Marc Andre Lafille (9 de junio de 1988) es un deportista francopolinesio que compitió en judo. Ganó una medalla de bronce en el Campeonato de Oceanía de Judo de 2014 en la categoría de –73 kg.

## Palmarés internacional
| Campeonato de Oceanía | Campeonato de Oceanía    | Campeonato de Oceanía | Campeonato de Oceanía |
| Año                   | Lugar                    | Medalla               | Categoría             |
| --------------------- | ------------------------ | --------------------- | --------------------- |
| 2014                  | Auckland (Nueva Zelanda) | Medalla de bronce     | –73 kg                |